# Sofja Oczigawa
Sofja Oczigawa, ros. Софья Альбертовна Очигава (ur. 7 lipca 1987 w Odincowie) – rosyjska pięściarka, srebrna medalistka olimpijska w wadze lekkiej (60 kg) oraz złota medalistka mistrzostw Europy z 2007 roku. Dwukrotna złota medalistka mistrzostw świata z 2005 i 2006.